# Lehmäsaari (ö i Södra Savolax, S:t Michel, lat 62,02, long 27,35)
Lehmäsaari är en ö i Finland. Den ligger i sjön Kangasjärvi och i kommunen Sankt Michel i den ekonomiska regionen  S:t Michel och landskapet Södra Savolax, i den södra delen av landet, 240 km nordost om huvudstaden Helsingfors. Öns area är 0,1 hektar och dess största längd är 90 meter i sydväst-nordöstlig riktning.